# Men's adventure

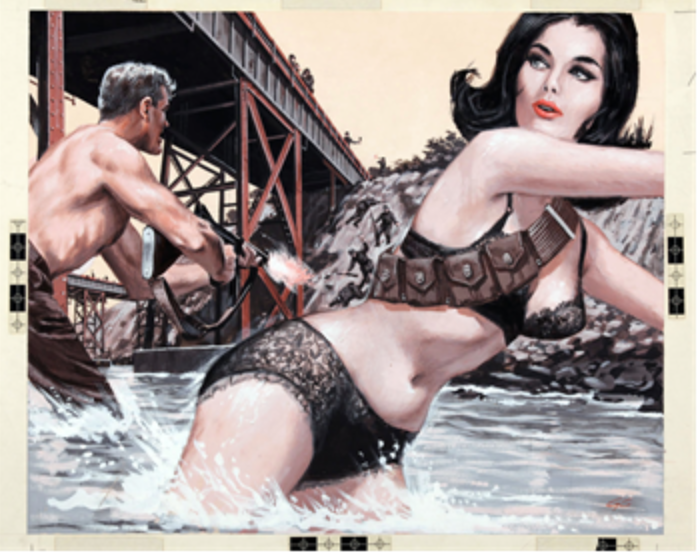
Gil Cohen, arte para a revista Male Magazine, janeiro de 1960

Men's adventure é um gênero norte-americano de revistas publicadas de 1940 até o início da década de 70. Atendia, como o nome diz, o público masculino adulto. Nessas revistas encontravam-se pin-ups, contos escabrosos de aventuras influenciadas pela guerra sobre viagens exóticas ou conflitos com animais selvagens, assim como quadrinhos para adultos. Essas revistas também foram chamados coloquialmente de armpit slicks, men's sweat magazines ou ainda the sweats.

## Literatura recomendada
- Adam Parfrey. 2003. It's a Man's World - Men's Adventure Magazines, the Postwar Pulps. Feral House.
- Rich Oberg, Steven Heller, Max Allan Collins and George Hagenauer. 2008. Men's Adventure Magazines. Taschen.
- Robert Deis, ed. 2013. Weasels Ripped My Flesh! Two-Fisted Stories From Men's Adventure Magazines. New Texture.
- Robert Deis, ed. 2016. A Handful of Hell - Classic War and Adventure Stories by Robert F. Dorr. New Texture.